# Tiếng Ả Rập Maroc
Tiếng Ả Rập Maroc (tiếng Ả Rập Maroc: الدارجة المغربية, tiếng Ả Rập: اللهجة المغربية), còn được gọi là Darija (tiếng phổ thông) ở Maroc, là một thành viên của cụm phương ngữ tiếng Ả Rập Maghreb được nói ở Maroc. Nó thông hiểu lẫn nhau ở một mức độ nào đó với tiếng Ả Rập Algeria và ở mức độ thấp hơn với tiếng Ả Rập Tunisia. Nó chịu ảnh hưởng nặng nề chủ yếu bởi các ngôn ngữ Berber và ở mức độ thấp hơn bởi tiếng Latinh, tiếng Punic, tiếng Ba Tư, tiếng Pháp và tiếng Tây Ban Nha.
Trong khi tiếng Ả Rập chuẩn hiện đại hiếm khi được sử dụng trong cuộc sống hàng ngày và được sử dụng ở các mức độ khác nhau trong các tình huống trang trọng như thuyết pháp tôn giáo, sách, báo, truyền thông chính phủ, quảng bá tin tức hoặc nói chuyện chính trị, Darija là ngôn ngữ nói đại chúng tại Ma-rốc và chiếm ưu thế trong giải trí truyền hình, điện ảnh và quảng cáo thương mại.
Tiếng Ả Rập Hassaniya Sahrawi được nói ở vùng Tây Sahara đang tranh chấp, bị Maroc chiếm đóng thường được coi là một phương ngữ tiếng Ả Rập nói riêng rẽ với một số từ vựng Amazigh (Berber).
Tiếng Ả Rập Maroc có nhiều phương ngữ khu vực và giọng nói. Phương ngữ chính của nó là phương ngữ được sử dụng ở Casablanca, Rabat và Fes và do đó nó chiếm ưu thế trong phương tiện truyền thông và lấn át các phương ngữ khu vực khác như phương ngữ được nói ở Tangier và Oujda.
Nó được sử dụng như ngôn ngữ đầu tiên bởi khoảng 50% đến 75% dân số Maroc. Nửa còn lại nói một trong những ngôn ngữ Tamazight. Những người nói tiếng Tamazight Maroc có học thức có thể giao tiếp bằng tiếng Ả Rập Maroc chính thống.

## Phương ngữ
Tiếng Ả Rập Ma-rốc được hình thành từ một số phương ngữ của tiếng Ả Rập thuộc hai nhóm khác nhau về mặt phả hệ: phương ngữ tiền Hilalia và Hilalia.

### Phương ngữ tiền Hilalia

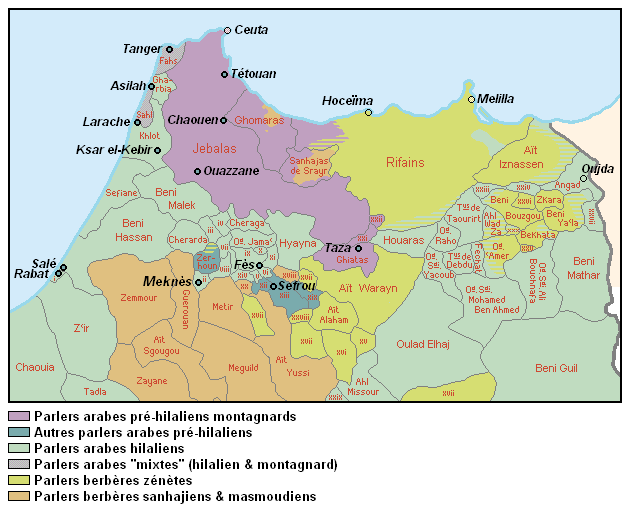
Bản đồ ngôn ngữ Ethno ở miền bắc Maroc: Các khu vực nói tiếng tiền Hilalia màu tím (Ả Rập Núi) và màu xanh (đô thị cũ, làng).

Phương ngữ tiền Hilalia là kết quả của các giai đoạn Ả Rập hóa sớm của Maghreb, từ thế kỷ thứ 7 đến thế kỷ 12, liên quan đến các khu định cư đô thị chính, bến cảng, trung tâm tôn giáo (zaouias) cũng như các tuyến thương mại chính. Các phương ngữ thường được phân loại theo ba loại: (cũ) đô thị, "làng" và "núi" định cư và phương ngữ Do Thái.
- Phương ngữ đô thị (cổ) của Fes, Rabat, Salé, Taza, Tétouan, Ouezzane, Chefchaouen, Tangier, Asilah, Larache, Ksar el-Kebir, Meknes và Marrakech.[4][6][7]
- Phương ngữ miền núi ở miền nam và miền tây Rif có thể được phân loại thành hai phân khu: phương ngữ miền bắc (được nói bởi các bộ lạc Masmouda và Ghomara) và phương ngữ miền Nam (được nói bởi các bộ lạc của Zenata và Sanhaja).[8]
- Các phương ngữ ít di động ("làng") ở Zerhoun và Sefrou và các bộ lạc lân cận của họ (bộ lạc Zerahna; Kechtala, Behalil và Yazgha), tàn dư của các phương ngữ tiền Hilalia được sử dụng rộng rãi trước thế kỷ 12.
- Judeo-Ma-rốc gần như biến mất nhưng với một nền văn học còn sót lại.

### Phương ngữ Hilalia
Hilalia hay Bedouin là phương ngữ được đưa đến đến Ma-rốc sau sự định cư của một số bộ lạc Hilalin và Mâqilia ở miền tây Ma-rốc do vua Berber Almohad Yaqub Mansur mang đến.
Các phương ngữ Hilalia được nói ở Maroc thuộc phân nhóm Mâqil, một nhóm bao gồm ba khu vực phương ngữ chính: tây Morocco (Doukkala, Abda, Tadla, Chaouia, Gharb, Zaers và Sraghna), đông Maroc (L'Oriental và Khu vực Oujda) và miền tây Algeria (miền trung và miền tây Oranie), và khu vực cực nam Hassaniya (miền nam Maroc, Tây Sahara và Mauritania). Trong số các phương ngữ, tiếng Ả Rập Hassaniya thường được coi là khác biệt với tiếng Ả Rập Ma-rốc.
Ngôn ngữ Koiné đô thị hiện đại cũng dựa trên phương ngữ Hilalia và có các đặc điểm chủ yếu là Hilalia. 